# Den tysta fienden
Den tysta fienden (engelska: The Silent Enemy) är en brittisk krigsfilm från 1958 i regi av William Fairchild.
Filmen bygger på Marshall Pughs biografiska roman Commander Crabb.

## Handling
Under andra världskriget får minexperten Lionel Crabb i uppdrag att hitta motmedel mot italienska flottans minattacker mot brittiska örlogsfartyg.

## Rollista i urval
- Laurence Harvey - löjtnant Lionel Crabb
- Dawn Addams - fänrik Jill Masters
- John Clements - amiralen
- Michael Craig - korpral Knowles
- Gianna Maria Canale - Conchita
- Massimo Serato - Forzellini
- Sid James - sergeant Thorpe
- Alec McCowen - vicekorpral Morgan
- Nigel Stock - vicekorpral Fraser
- Terence Longdon - löjtnant Bailey